# 118102 Rinjani
118102 Rinjani è un asteroide della fascia principale. Scoperto nel 1977, presenta un'orbita caratterizzata da un semiasse maggiore pari a 1,9235530 UA e da un'eccentricità di 0,0630553, inclinata di 21,72328° rispetto all'eclittica.